# Mellicta aurelianigrobscura
Mellicta aurelianigrobscura är en fjärilsart som beskrevs av Ruggero Verity 1931. Mellicta aurelianigrobscura ingår i släktet Mellicta och familjen praktfjärilar. Inga underarter finns listade i Catalogue of Life.